# Rotring

Rotring Rapidograph

Rotring är ett varumärke för pennor. Rotring är känt för sina tekniska ritpennor (pennor för ritningar för yrkesgrupper som ingenjörer och arkitekter).
Rotring-pennor började säljas 1928 av det som senare blev Riepe-Werke som grundats samma år av Wilhelm Riepe. Den första Rotringpennan, "Tintenkuli", var en av de första moderna reservoarpennorna i Tyskland efter den amerikanska förebilden Stylograph. I mitten av 1930-talet började bolaget tillverka egna pennor istället för att importera från USA.
1954 lanserades bolaget en vidareutveckling och en av företagets klassiska produkter, Rapidograph där bläck ersatts av tusch. Den följdes av modellerna Variant och Varioscript. 1961 blev den röda ringen officiell symbol. Sedan 1998 ingår Rotring i Sanford L.P..